# Kalwaria Zebrzydowska (gmina)
Kalwaria Zebrzydowska est une gmina mixte du powiat de Wadowice, Petite-Pologne, dans le sud de Pologne. Son siège est la ville de Kalwaria Zebrzydowska, qui se situe environ 14 km à l'est de Wadowice et 29 km au sud-ouest de la capitale régionale Cracovie.
La gmina couvre une superficie de 75,32 km2 pour une population de 19 210 habitants.

## Géographie
Outre la ville de Kalwaria Zebrzydowska, la gmina inclut les villages de Barwałd Górny, Barwałd Średni, Brody, Bugaj, Leńcze, Podolany, Przytkowice, Stanisław Dolny, Zarzyce Małe, Zarzyce Wielkie et Zebrzydowice.
La gmina borde les gminy de Brzeźnica, Lanckorona, Skawina, Stryszów et Wadowice.